# Atarba bipunctulata
Atarba bipunctulata là một loài ruồi trong họ Limoniidae. Chúng phân bố ở miền Cổ bắc.